# Narciso Tomé

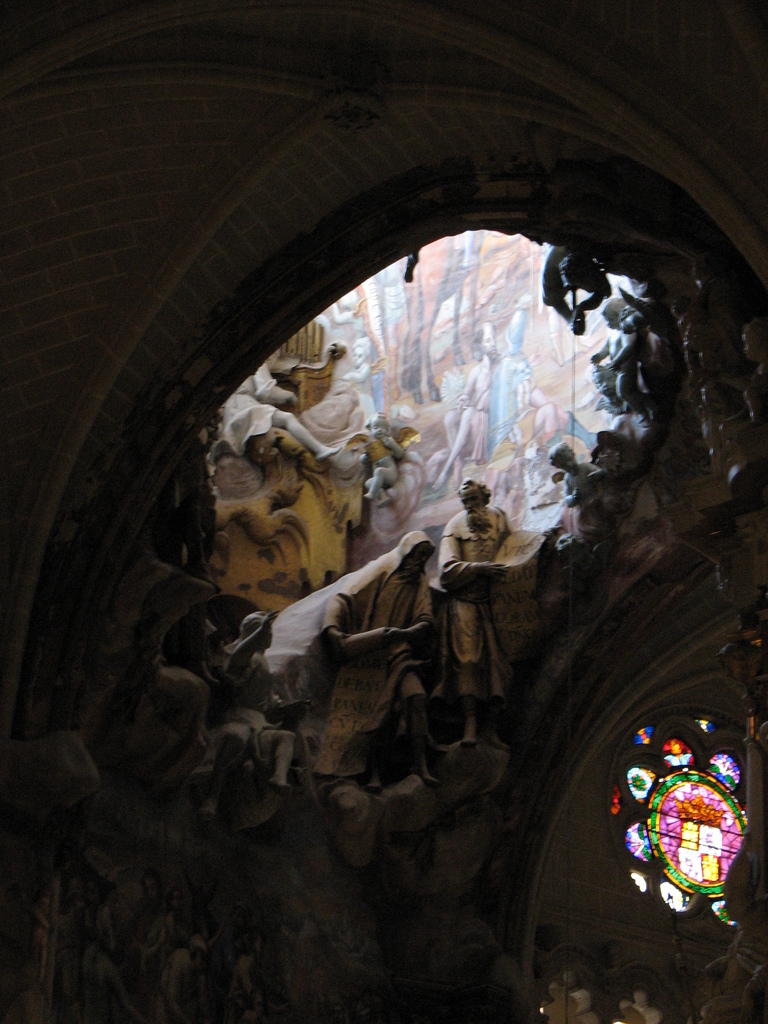
O altar Transparente, criado por Narciso Tomé

Narciso Tomé (Toro, 1690 – 1742) foi um arquiteto e escultor espanhol.
Junto com seu irmão Diego esculpiu, em 1715, a fachada da Universidade de Valladolid. Em 1721 foi nomeado mestre maior da catedral de Toledo, para a qual construiu o célebre altar Transparente (1721-1732), um dos melhores exemplos do barroco espanhol.